# Чемпионат мира по легкоатлетическим эстафетам 2021
Чемпионат мира по легкоатлетическим эстафетам 2021 года прошёл 1—2 мая в польском Хожуве на стадионе «Шлёнски». Были разыграны 9 комплектов золотых медалей.
Соревнования состоялись в запланированные сроки, несмотря на продолжавшуюся пандемию COVID-19. Тем не менее, эпидемиологическая ситуация оказала значительное влияние на итоговые результаты. В связи с высоким уровнем заболеваемости в Польше и действовавшими коронавирусными ограничениями от участия отказались сильнейшие сборные мира: США, Ямайка, Австралия, Канада, Тринидад и Тобаго, Китай.
В эстафетах 4×100 метров и 4×400 метров (включая смешанную) помимо розыгрыша чемпионского звания проходила квалификация на Олимпийские игры в Токио и чемпионат мира 2022 года. Путёвку на Игры получали 8 команд-финалистов в каждой дисциплине, на мировое первенство — первые 10 команд по итогам предварительных забегов.
Для участия в турнире были заявлены 690 легкоатлетов из 37 стран. После всех отказов их количество уменьшилось: на старт вышли 556 бегунов из 32 стран (295 мужчин и 261 женщина). Наибольшее число команд участвовало в смешанной эстафете 4×400 метров (21), наименьшее — в смешанной барьерной эстафете 4×110 метров (3).

## Призёры
Сокращения: WR — мировой рекорд | AR — рекорд континента | NR — национальный рекорд | CR — рекорд чемпионата

Курсивом выделены участники, выступавшие за эстафетные команды только в предварительных забегах

### Мужчины
| Дисциплина       | Золото                                                                          | Золото  | Серебро                                                                            | Серебро | Бронза                                                                            | Бронза     |
| ---------------- | ------------------------------------------------------------------------------- | ------- | ---------------------------------------------------------------------------------- | ------- | --------------------------------------------------------------------------------- | ---------- |
| Эстафета 4×100 м | Италия · Эсеоса Десалу · Ламонт Джейкобс · Давиде Маненти · Филиппо Торту       | 39,21   | Япония · Рюитиро Сакаи · Рёта Судзуки · Дайсукэ Миямото · Хироки Янагита           | 39,42   | Дания · Симон Хансен · Тазана Каманга-Дюрбак · Коджо Муса · Фредерик Скоу-Нильсен | 39,56      |
| Эстафета 4×200 м | Германия · Стивен Мюллер · Феликс Штрауб · Лукас Анса-Пепра · Оуэн Анса         | 1.22,43 | Кения · Марк Отьено · Майк Мокамба · Элайджа Онкваре · Хесборн Очиенг              | 1.24,26 | Португалия · Фредерику Курвелу · Делвиш Сантуш · Диогу Антунеш · Андре Празереш   | 1.24,53 NR |
| Эстафета 4×400 м | Нидерланды · Йохем Доббер · Лимарвин Боневасия · Рэмзи Анджела · Тони ван Дипен | 3.03,45 | Япония · Рикуя Ито · Кайто Кавабата · Кэнтаро Сато · Аото Судзуки · Кадзума Хигути | 3.04,45 | Ботсвана · Айзек Маквала · Бойтумело Масило · Дитиро Нзамани · Леунго Скотч       | 3.04,77    |

1. 1 2 3 4  Результаты спринтера из ЮАР Тандо Длодло, показанные после 15 апреля 2021 года, были аннулированы в связи с нарушением антидопинговых правил (положительная допинг-проба на тестостерон). Среди прочих, был аннулирован результат сборной ЮАР (Тандо Длодло, Гифт Леотлела, Кларенс Муньяи, Акани Симбине) в эстафете 4×100 метров на первенстве в Хожуве — 1 место, 38,71)'"`UNIQ--ref-0000000A-QINU`"'

### Женщины
| Дисциплина       | Золото                                                                                             | Золото     | Серебро | Серебро    | Бронза | Бронза  |
| ---------------- | -------------------------------------------------------------------------------------------------- | ---------- | --- | ---------- | --- | ------- |
| Эстафета 4×100 м | Италия · Ирен Сирагуза · Глория Хупер · Анна Бонджорни · Виттория Фонтана · Йоханелис Эррера-Абреу | 43,79      | Польша · Магдалена Стефанович · Клаудия Адамек · Катажина Сокульская · Пиа Скшишовская · Паулина Гузовская | 44,10      | Нидерланды · Ямиле Самуэль · Дафне Схипперс · Надин Виссер · Наоми Седней · Марие ван Хюненстейн            | 44,10   |
| Эстафета 4×200 м | Польша · Паулина Гузовская · Камила Циба · Клаудия Адамек · Марлена Голя                           | 1.34,98 NR | Ирландия · Ифа Линч · Кейт Доэрти · Сара Куинн · Софи Беккер                                               | 1.35,93 NR | Эквадор · Анхела Тенорио · Вирхиния Вильяльба · Марисоль Ландасури · Габриэла Суарес                        | 1.36,86 |
| Эстафета 4×400 м | Куба · Суриан Эчаваррия · Роуз Мари Альманса · Лиснейди Вейтия · Роксана Гомес                     | 3.28,41    | Польша · Корнелия Лесевич · Малгожата Холуб-Ковалик · Каролина Лозовская · Наталья Качмарек · Кинга Гацкая | 3.28,81    | Великобритания · Лавиаи Нильсен · Амарачи Пайпи · Эмили Даймонд · Джесси Найт · Зои Кларк · Джессика Тёрнер | 3.29,27 |

### Смешанные эстафеты
| Дисциплина                   | Золото                                                                                       | Золото  | Серебро                                                                                            | Серебро | Бронза | Бронза  |
| ---------------------------- | -------------------------------------------------------------------------------------------- | ------- | -------------------------------------------------------------------------------------------------- | ------- | --- | ------- |
| Эстафета 4×400 м             | Италия · Эдоардо Скотти (м) · Джанкарла Тревизан (ж) · Аличе Манджоне (ж) · Давиде Ре (м)    | 3.16,60 | Бразилия · Андерсон Энрикис (м) · Тиффани Мариньо (ж) · Гейса Коутиньо (ж) · Алисон дос Сантос (м) | 3.17,54 | Доминиканская Республика · Лидио Андрес Фелис (м) · Анабель Медина (ж) · Марилейди Паулино (ж) · Александр Огандо (м) · Янкарлос Мартинес (м) | 3.17,58 |
| Эстафета 4×110 м с барьерами | Германия · Моника Цапальска (ж) · Эрик Балнувайт (м) · Анне Вайгольд (ж) · Грегор Трабер (м) | 56,53   | Польша · Зузанна Хулиш (ж) · Кшиштоф Килян (м) · Клаудия Войтуник (ж) · Дамьян Чикер (м)           | 56,68   | Кения · Присцилла Табунда (ж) · Майкл Мусиока (м) · Нусра Рукия (ж) · Уайзман Вере (м)                                                        | 59,89   |
| Эстафета 2×2×400 м           | Польша · Йоанна Юзвик (ж) · Патрик Добек (м)                                                 | 3.40,92 | Кения · Наоми Корир (ж) · Фергюсон Ротич (м)                                                       | 3.41,79 | Словения · Анита Хорват (ж) · Жан Рудольф (м)                                                                                                 | 3.41,95 |